# Zaudín Bajo
Zaudín Bajo (Qaryat As Sudan Aldea de los Negros en árabe) es el nombre histórico de una alquería, que junto con Zaudín Alto, formaban una aldea  en la Edad Media, situada en el término municipal de Tomares (Sevilla), en el antiguo cordel de Triana a Villamanrique de la Condesa. La aldea actualmente no existe.

## Historia

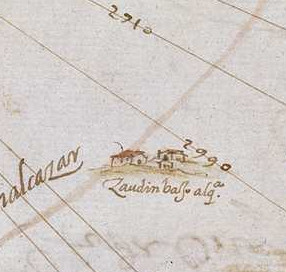
Imagen de la aldea de Zaudín Bajo en el mapa de Obando de 1628

De hábitat antiguo, fue villa romana. Se  han hallado restos arqueológicos de aquella época. 
Tras la conquista de Sevilla por Fernando III, su hijo Alfonso X, donó al consejo de Sevilla, entre otras, la alquería de su nombre.
A lo largo de la Edad Media, junto con Zaudín Alto, continuó siendo una pequeña población, que formaba parte de la Mitación de San Juan, perteneciente a la Villa de Tomares.
La colonización de América provocó un auge importante en el comercio y exportación del aceite de oliva. Las tierras de olivar de Zaudín Bajo, por su cercanía al puerto de Sevilla, fueron adquiridas por comerciantes y exportadores sevillanos, que se beneficiaban del tercio de cosecheros. 
Durante el siglo XVI la alquería con sus tierras,  pasó a propiedad del comerciante de Indias, Juan Enríquez con intereses en la Isla de Santo Domingo.
Posiblemente es por esas fechas cuando se construye en el casco urbano de Tomares, la hacienda Santa Ana a la que se traslada desde Zaudín Bajo el señorío de la finca. (No olvidemos que Juan Enríquez era propietario o tenía intereses en el galeón Santa Ana que hacía la carrera del comercio con Indias).
Al trasladarse la hacienda con las almazaras a Tomares, el caserío de Zaudín Bajo decae y termina convirtiéndose en Venta, que junto con la de la Mascareta servía de parada y hospedaje para los viajeros y el ganado del camino de Aznalcázar.
En  el plano del Conde Duque de Olivares de 1628 la alquería ha perdido su importancia, y ya se distingue en el casco urbano,  la hacienda Santa Ana.
En el siglo XVII la alquería y sus tierras pasaron a la propiedad de Gabriel Morales y de sus descendientes, banqueros y exportadores sevillanos a Indias.
A mediados del siglo XVIII la hereda Pedro Manuel de Céspedes, canónigo de la catedral de Sevilla, rector de la Universidad e importante ganadero de reses bravas que la vende en 1757 por 520.000 reales.
La alquería, tierras y hacienda,  fue adquirida por Francisco de Orozco Manrique, vizconde de Tomares, y fundador del Marquesado de Saudín.
A mediados del siglo XIX fue adquirida por la familia Ybarra, saga de navieros, hacendados y exportadores de aceite que la conservaron hasta  su conversión en urbanizaciones de lujo a finales del siglo XX.

## El crimen de la Venta de Zaudín Bajo
A finales de agosto de 1859 le llegaron al alcalde de Tomares, noticias de que la venta del Zaudín Bajo se encontraba abandonada, con el mobiliario destrozado y salpicaduras de sangre en paredes y un zapato ensangrentado. El ventero, que vivía solo,  había desaparecido, pero las evidencias hacían temer lo peor. Personado el juez con el fiscal, encontraron el cadáver del desdichado ventero en el pozo anejo a la venta, con una herida en la cabeza y otra en el corazón esencialmente mortal.
El hecho causó natural alarma en toda la comarca del Aljarafe, ya que a lo largo de todo el verano se habían producido robos a mano armada y asaltos en la vecindad de Bormujos,  Tomares y otros pueblos.
A mediados de septiembre de 1859 fue detenido en Salteras el bandolero Pinini, que había pertenecido a la partida del célebre Bizcocho. Se había fugado en julio de la cárcel de Alcalá de Guadaira y al frente de la banda había cometido todas las exacciones que habían atemorizado a la comarca.
Pinini fue ajusticiado y la venta desapareció.
El punto donde se encontraba la aldea con su alquería y la antigua venta es la rotonda de entrada del Club Social Zaudín.